# زایاچکوو (استان اشوی‌داشکسیه)
زایاچکوو (به لهستانی: Zajączków) یک منطقهٔ مسکونی در لهستان است که در گمینا پیکوشوو واقع شده‌است. زایاچکوو ۹۰۰ نفر جمعیت دارد.